# Ludwig von Meißen
Ludwig von Meißen (* 25. Februar 1341 auf der Wartburg; † 17. Februar 1382 in Calbe) war Bischof von Halberstadt und Bamberg sowie Erzbischof von Mainz und Magdeburg.

## Leben
Ludwig war der vierte Sohn des Landgrafen von Thüringen und Markgrafen von Meißen Friedrich II. und dessen Gemahlin Mathilde, einer Tochter Kaiser Ludwigs IV. Er wurde – wohl nicht zuletzt auf Grund seiner Herkunft – schon im Alter von 17 Jahren Bischof von Halberstadt (1357–1366). 1366–1374 war er Bischof von Bamberg, 1373–1381 Erzbischof von Mainz und 1381–1382 Erzbischof von Magdeburg.

### Mainzer Schisma (1373–1381)
Ludwigs Mainzer Erzbischofszeit war von einem Schisma geprägt. Nach dem Tod des Mainzer Erzbischofs Johann von Luxemburg-Ligny 1373 wählte ein Teil des Mainzer Domkapitels den 20-jährigen Bischof von Speyer, Adolf von Nassau, zum Administrator des Erzstifts. Papst Gregor XI. ernannte jedoch, auf Wunsch von Kaiser Karl IV., stattdessen Ludwig von Meißen zum Erzbischof. Daraufhin kam es jahrelang zu kriegerischen Auseinandersetzungen, die besonders in Thüringen und im mainzischen Eichsfeld ausgetragen wurden. Ludwigs Partei ergriffen neben dem Kaiser und dessen Sohn Wenzel, seine drei Brüder Friedrich, Balthasar und Wilhelm und Landgraf Heinrich II. von Hessen. Adolf von Nassau erhielt Unterstützung von Herzog Otto von Braunschweig-Göttingen, Graf Johann von Nassau, Graf Heinrich VI. von Waldeck und Graf Gottfried VIII. von Ziegenhain. Keiner der beiden Rivalen konnte sich entscheidend durchsetzen, so dass die Spaltung des Mainzer Erzstuhls andauerte.
Nach dem Tode von Papst Gregor XI. 1378, auf den das so genannte große Abendländische Schisma folgte, kam es 1381 zu einer Einigung hinsichtlich des Mainzer Erzstifts. Der Gegenpapst Clemens VII. bestätigte Adolf von Nassau 1379 als Erzbischof von Mainz und bestellte ihn 1380 zum Administrator von Speyer. Als König Wenzel daraufhin Adolfs Ernennung anerkannte, verzichtete Ludwig 1381 auf Mainz, nachdem ihn Papst Urban VI. zum Ausgleich zum Erzbischof von Magdeburg ernannt hatte. Er ging nach Magdeburg, starb jedoch schon im Februar 1382 in Calbe an der Saale.
Er wurde im Magdeburger Dom bestattet.